# Ghana Football Association
Die Ghana Football Association (GFA) ist der Verband ghanaischer Fußballvereine. Er wurde 1957 gegründet und trat 1958 sowohl der CAF als auch der FIFA bei. Nach schwerwiegenden Bestechungsvorwürfen ordnete die Regierung im Juni 2018 mit sofortiger Wirkung die Auflösung des Verbandes an, an die sich Neuwahlen der Führungsgremien und erneute Gründung 2019 anschlossen. Letzter GFA-Präsident vor der Auflösung war seit 2005 Kwesi Nyantakyi.
Seit Oktober 2019 ist Kurt Edwin Simeon-Okraku Präsident des Verbandes.
Bereits vor der Gründung der Ghana Football Association existierte ein Fußballverband in Ghana. 1952 wurde die Gold Coast Amateur Football Association (GCAFA) gegründet und nach der politischen Revolution und Unabhängigkeitserklärung vom Vereinigten Königreich von 1957 als Ghana Amateur Football Association (GAFA), später in den heutigen Namen umbenannt, neugegründet. Erster Präsident wurde 1957 Ohene Djan, der dieses Amt bis 1960 innehatte und in einer Aktion mit anderen afrikanischen Fußballverbänden der FIFA damit drohte, die Qualifikation zur Fußball-Weltmeisterschaft 1966 zu boykottieren, wenn den afrikanischen Mannschaften nicht mindestens ein Platz in der Endrunde in England zugestanden würde. Nach ihm ist heute das Fußball-Nationalstadion des Landes benannt. Bereits die GCAFA trug Fußballspiele gegen andere Nationalmannschaften, beispielsweise gegen die von Nigeria aus. Sogar vor der Gründung wurden Länderkämpfe ausgetragen, die in den Statistiken von RSSSF und ELO Berücksichtigung finden.
Nachdem eine am 6. Juni 2018 ausgestrahlte zweistündige Fernseh-Reportage Bestechungsvorwürfe gegen Verbandspräsident Kwesi Nyantakyi und mehrere ghanaische Schiedsrichter erhoben hatte, kündigte Ghanas Regierung die Auflösung der GFA an. Die Reportage zeigte unter anderem, wie Schiedsrichter umgerechnet 85 Euro für das Verschieben eines Spiels annahmen. Wenig später ordnete die Regierung mit sofortiger Wirkung die Auflösung des Verbandes an.